# San Jose CyberRays
Die San Jose CyberRays waren eine US-amerikanische Frauenfußballmannschaft aus San José, die in der Women’s United Soccer Association spielte. Das Team trug seine Heimspiele im Spartan Stadium aus, welches sich auf dem Campus der San José State University befindet.

## Geschichte
Im Februar 2000 wurde die Women’s United Soccer Association (WUSA) gegründet und stellte bis 2003 die höchste Liga im Frauenfußball der Vereinigten Staaten dar. Das bereits im Jahr 2000 gegründete Franchise war eines der Gründungsmitglieder der neuen Liga und nahm im April 2001 seinen Spielbetrieb auf.
In der ersten Saison konnte die Mannschaft mit einem Sieg über Atlanta Beat im Play-off-Finale gleich den Meistertitel (Founders Cup) erringen.
Vor Beginn der Saison 2002 änderte die Mannschaft ihren Namen von Bay Area CyberRays in San Jose CyberRays. Die beiden folgenden Saisons verliefen dann deutlich weniger erfolgreich, da mit den Plätzen 5 und 6 in der regulären Saison jeweils der Einzug in die Play-offs verpasst wurde.
Nachdem die Liga aufgrund finanzieller Probleme ihren Spielbetrieb einstellte, wurde das Team im September 2003 aufgelöst.

## Saisonstatistiken
| Jahr | Liga | Regular Season | Play-offs           | Zuschauerschnitt |
| ---- | ---- | -------------- | ------------------- | ---------------- |
| 2001 | WUSA | 2. Platz       | Sieger Founders Cup | 7.692            |
| 2002 | WUSA | 5. Platz       | nicht qualifiziert  | 7.167            |
| 2003 | WUSA | 6. Platz       | nicht qualifiziert  | 6.791            |

## Bekannte Spielerinnen
- LaKeysia Beene (2001–2003)
- Brandi Chastain (2001–2003)
- Kátia (2001–2003), Torschützenkönigin 2002
- Julie Murray (2001)
- Pretinha (2001–2003)
- Sissi (2001–2003)
- Tisha Venturini-Hoch (2001–2003)